# Santa Creu (l'Ametlla del Vallès)
Santa Creu és un nucli de població del terme municipal de l'Ametlla del Vallès, a la comarca catalana del Vallès Oriental.
El nom del nucli de població té l'origen a l'ermita romànica de Santa Maria de la Creu, que estava situada a la zona i que va desaparèixer al segle xvii.